# Černivci
Černivci (in ucraino Чернівці?, in russo Черновцы́?, Černovcy, in yiddish טשערנאָוויץ‎?, Tshernovits, in polacco Czerniowce, in romeno Cernăuți, in tedesco Czernowitz o Tschernowitz, in italiano storico Cernovizza) è una città dell'Ucraina ed ospita l'amministrazione dell'omonima oblast' e dell'omonimo distretto. Nel 2022 aveva una popolazione di 264 298 abitanti.
Fino al 18 luglio 2020, Černivci era classificata come città di rilevanza regionale e costituiva un comune autonomo rispetto al distretto di Černivci, anche se ne costituiva il centro amministrativo. Nell'ambito della riforma amministrativa dell'Ucraina, che ha ridotto a tre il numero dei distretti dell'oblast' di Černivci, la città è entrata a far parte del distretto di Černivci.
Chiamata anche la Piccola Vienna per via del passato austro-ungarico, è un centro con un ricco mercato agricolo e zootecnico, dedito anche alle industrie del legno, alimentari, del tessile e della chimica. Grande centro culturale e sede di una prestigiosa università ospitata nella residenza dei metropoliti bucovini e dalmati, sito patrimonio dell'umanità dell'UNESCO, la città è nota anche nel mondo dello sport (pallacanestro, calcio, pallavolo, judo, karate) e nel mondo dell'arte.

## Geografia fisica
Černivci è collocata nella regione storica della Bucovina del nord, nell'Ucraina occidentale. La città, a 248 m sul livello del mare è contornata da foreste e campi ed è attraversata dal fiume Prut.

## Storia
Tra il 1359 e il 1775, la città e i suoi dintorni facevano parte del Principato di Moldavia, una delle province storiche dei Principati Danubiani; la città era il centro amministrativo dell'omonimo ținut (contea). Il nome Cernăuți / Černivci è attestato per la prima volta in un documento di Alexandru cel Bun nell'8 ottobre 1408. Nelle fonti ottomane, la città era menzionata come "Çernovi".
Nel 1775, la parte nord-occidentale del territorio della Moldavia fu annessa all'Impero asburgico; questa regione divenne nota come Bucovina. La città divenne capitale della regione, inizialmente fece parte del Regno di Galizia e Lodomeria, finché nel 1849 fu innalzata di grado e divenne nota come il Ducato di Bucovina, terra autonoma appartenente alla corona austriaca. La città ricevette i diritti di Magdeburgo.
La città cominciò a svilupparsi notevolmente dal 1778 quando il cavaliere Karl von Enzenberg fu nominato capo dell'amministrazione militare della zona. Durante il XIX e l'inizio del XX secolo, Černivci divenne centro di movimenti nazionali sia rumeni sia ucraini. Nel 1908, fu il sito della prima conferenza in lingua yiddish, la Conferenza di Czernowitz, coordinata da Nathan Birnbaum. Quando l'Impero austro-ungarico cessò di esistere nel 1918, la città e l'area circostante divennero parte del Regno di Romania.
Nel 1940 l'Armata Rossa occupò la città; con il circostante oblast' di Černivci fu assegnata alla RSS Ucraina dall'Unione Sovietica. Una gran parte degli intellettuali romeni della città trovò rifugio in Romania, mentre i tedeschi della Bucovina furono "rimpatriati" secondo un accordo sovietico-nazista. Sotto il regime del dittatore Ion Antonescu, la Romania era passata dall'alleanza con la Francia e la Gran Bretagna a quella con la Germania nazista; successivamente, nel luglio 1941, l'esercito romeno riprese la città come parte dell'attacco dell'Asse all'Unione Sovietica.
Nell'agosto 1941 Antonescu ordinò la creazione di un ghetto nella parte bassa della città, dove furono stipati 50 000 ebrei, due terzi dei quali sarebbero stati deportati nell'ottobre 1941 e all'inizio del 1942 in Transnistria, dove la maggioranza di essi perse la vita. Il sindaco rumeno della città di allora, Traian Popovici, riuscì a convincere Antonescu a lasciare in città 20 000 ebrei al posto dei 200 come programmato all'inizio.
La città venne liberata il 29 marzo 1944 dall'Armata Rossa nel corso dell'offensiva Proskurov-Černivci e venne reincorporata nella RSS ucraina. Negli anni seguenti, la maggior parte degli ebrei partì per Israele; la città era un nodo importante della Berihah. I polacchi della Bucovina furono anch'essi "rimpatriati" dai sovietici dopo la seconda guerra mondiale. La città divenne alla fine prevalentemente ucraina. 
Dal 1991 Černivci fa parte dell'Ucraina indipendente. Nel maggio del 1999 la Romania ha aperto un consolato generale nella città.

## Società

### Evoluzione demografica
Secondo il censimento della popolazione ucraina nel 2001, la popolazione di Černivci era di circa 240 600 persone di 65 diverse nazionalità. Tra questi, 189 000 (79,8%) erano ucraini; 26 700 (11,3%) russi; 10 500 (4,4%) romeni; 3 800 (1,6%) moldavi; 1 400 (0,6%) polacchi; 1 300 (0,6%) ebrei; 2 900 (1,2%) altre nazionalità. 
La città ha conosciuto notevoli cambiamenti nella composizione etnica; nel 1930, dei 112 427 abitanti 42 592 si dichiaravano ebrei, 30 367 romeni, 16 359 tedeschi, 11 130 ucraini, 8 986 polacchi, 1 521 russi e 568 ungheresi. In seguito al Patto Molotov-Ribbentrop e quindi all'occupazione sovietica della città, molti romeni emigrarono verso la Romania o verso altre zone dell'URSS. Durante la Seconda Guerra Mondiale, quando la città rientrò nell'amministrazione del Regno di Romania, che era alleata della Germania, molti ebrei furono deportati ai campi di concentramento, e ben pochi di loro tornarono. Un'ulteriore diminuzione della popolazione ebraica si ebbe dopo l'indipendenza dell'Ucraina dall'Unione Sovietica nel 1991, quando molti membri della comunità emigrarono verso Israele e gli Stati Uniti.
|      | Černivci (Centro) | Černivci (Centro) | Černivci (Periferia) | Černivci (Periferia) |
| ---- | ----------------- | ----------------- | -------------------- | -------------------- |
| Anno | Romeni            | Ucraini           | Romeni               | Ucraini              |
| 1860 | 9 177             | 4 133             | 20 068               | 6 645                |
| 1870 | 5 999             | 5 831             | 28 315               | 35 011               |
| 1880 | 6 431             | 8 232             | 8 887                | 23 051               |
| 1890 | 7 624             | 10 385            | 11 433               | 34 067               |
| 1900 | 9 400             | 13 030            | 13 252               | 25 476               |
| 1910 | 13 440            | 15 254            | 18 060               | 22 351               |

## Amministrazione

### Gemellaggi
- Klagenfurt
- Saskatoon
- Düsseldorf
- Mannheim
- Nazareth Illit
- Konin
- Suceava
- Iași
- Timișoara
- Salt Lake City

## Galleria d'immagini

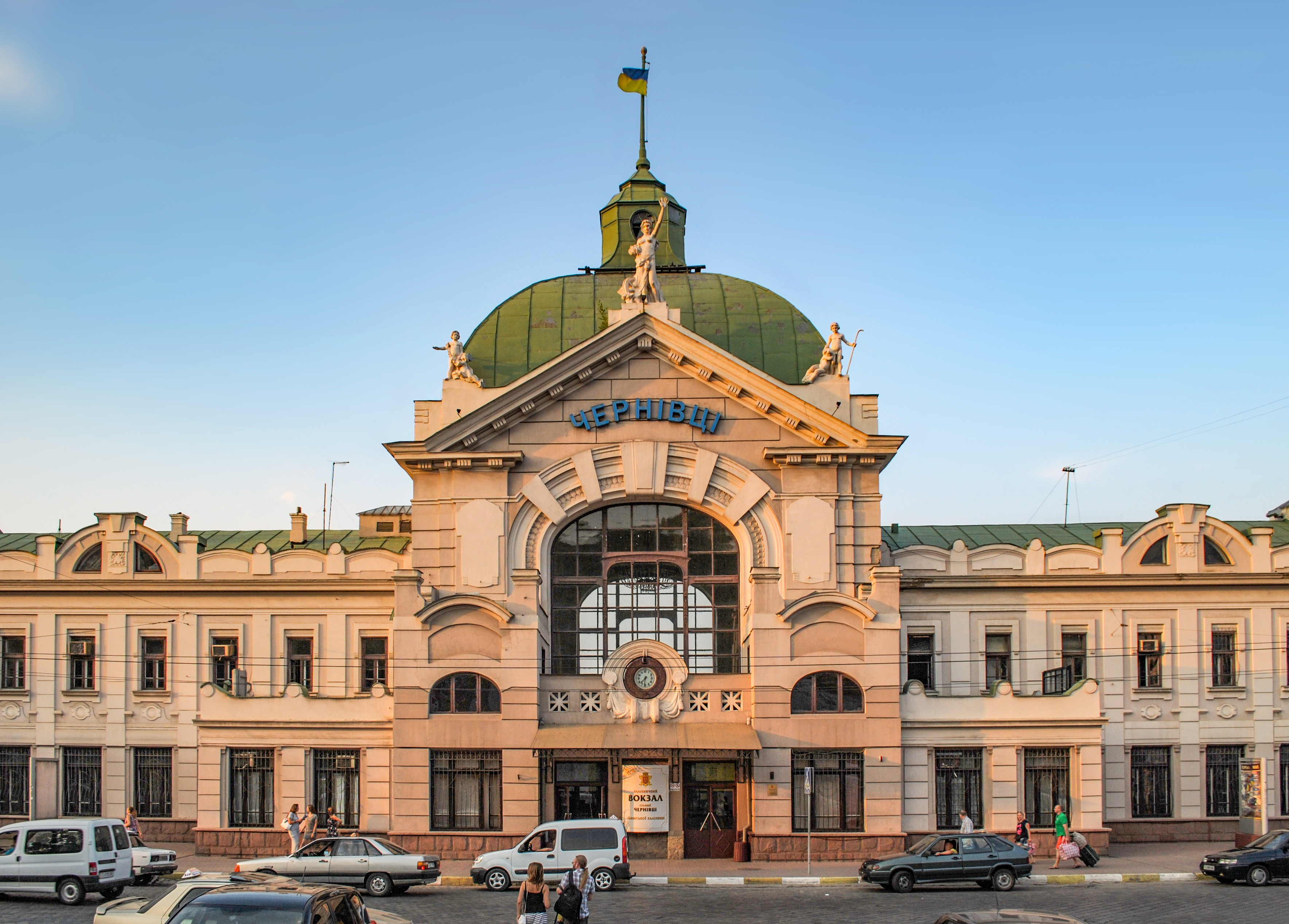
La Stazione ferroviaria, in stile Sezession, lascito dell'Impero austro-ungarico
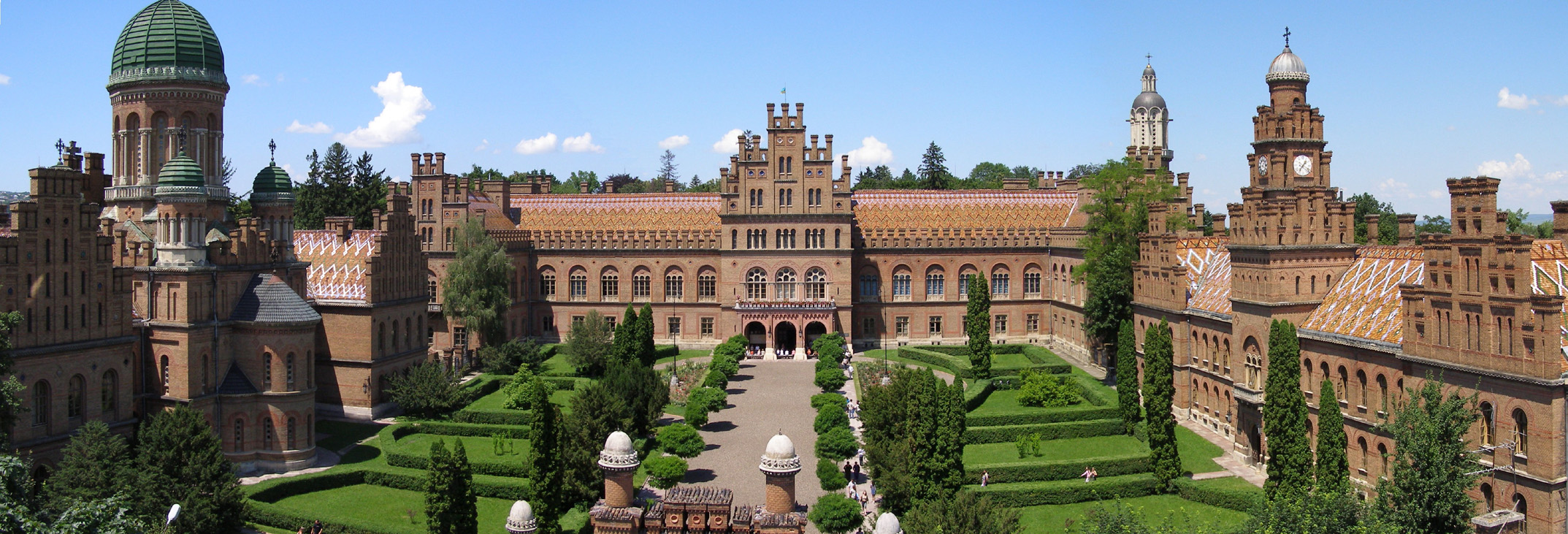
L'Università
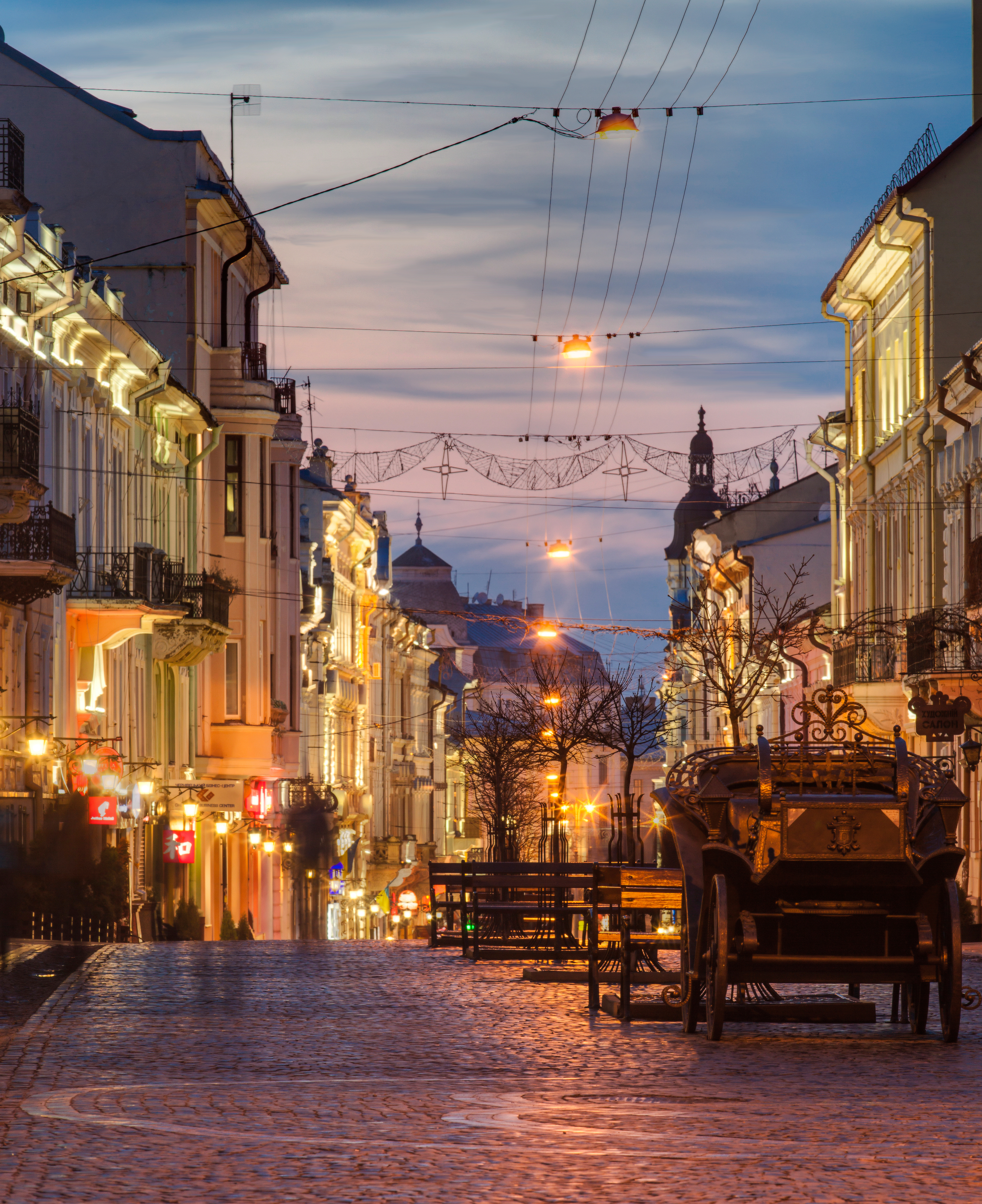
Una via del centro cittadino
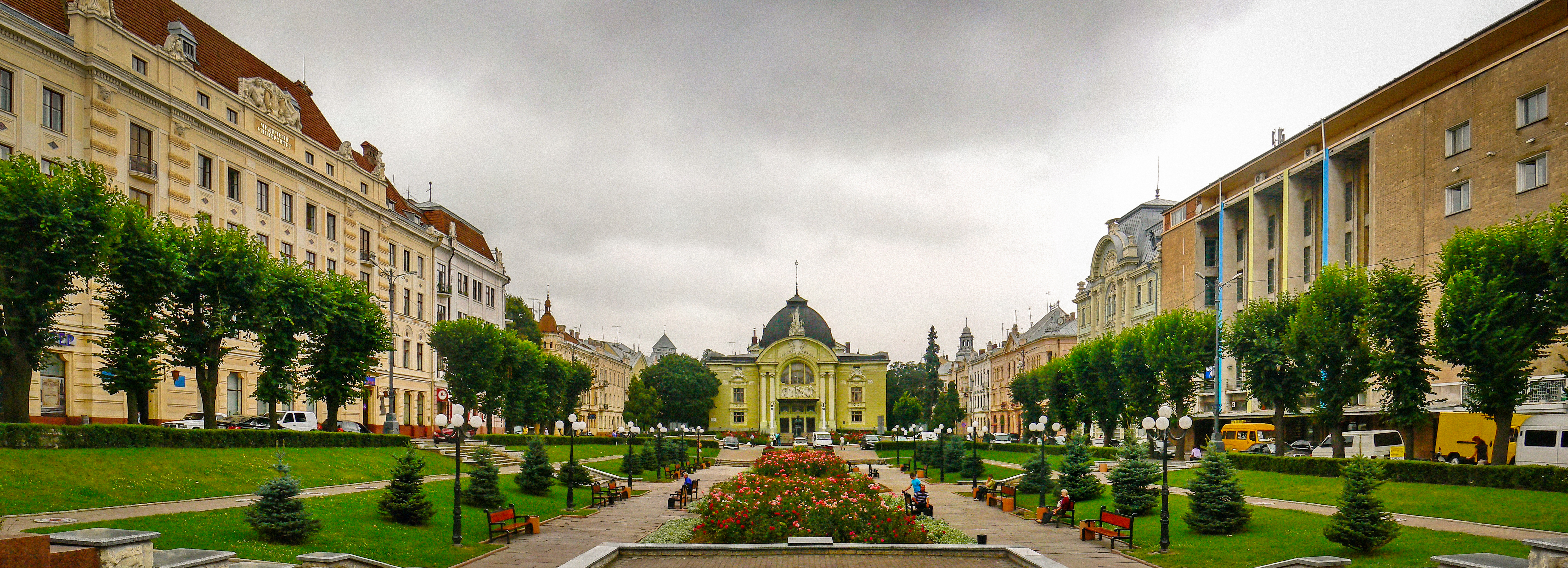
La Piazza del Teatro
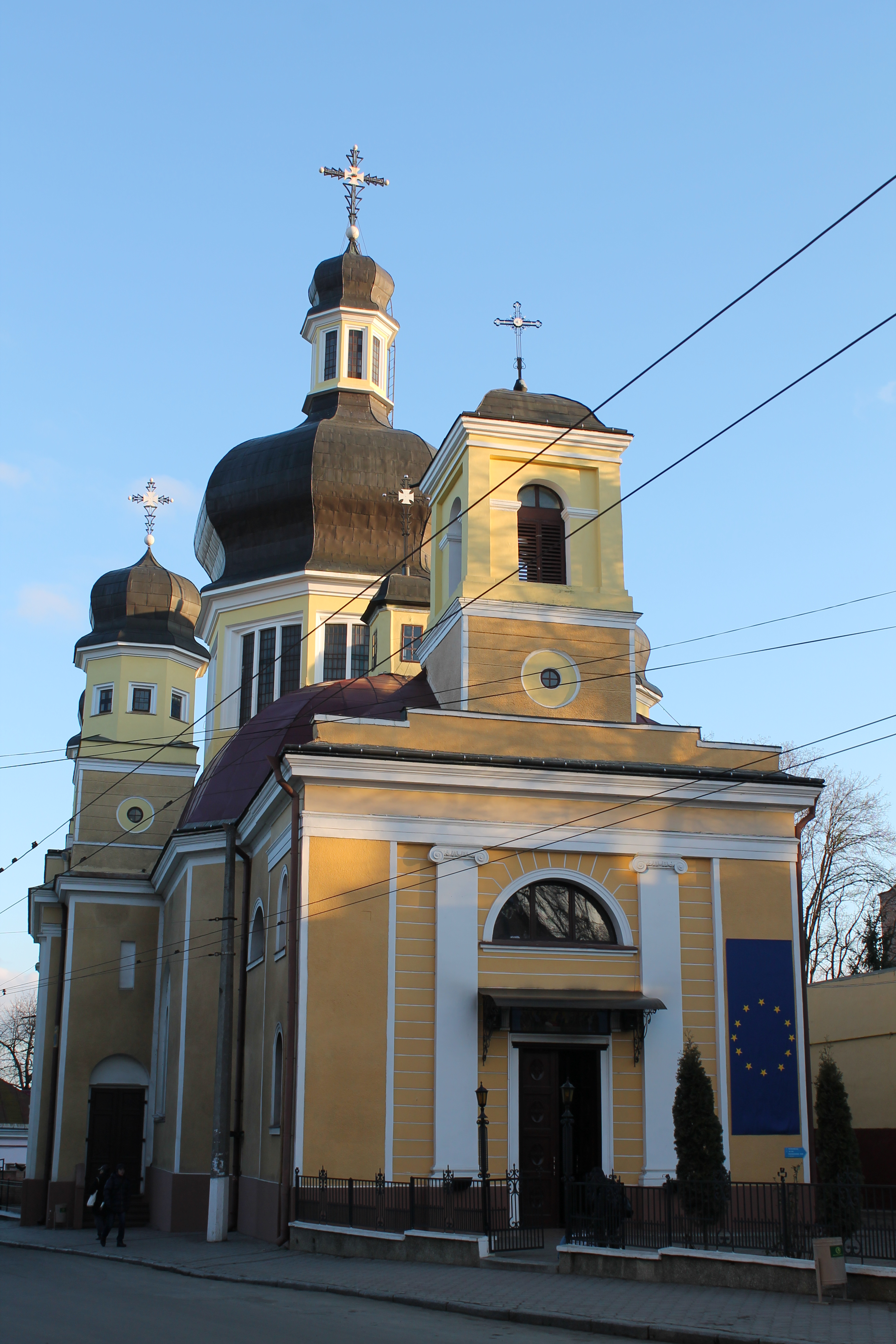
La Cattedrale dell'Assunzione della Beata Vergine Maria
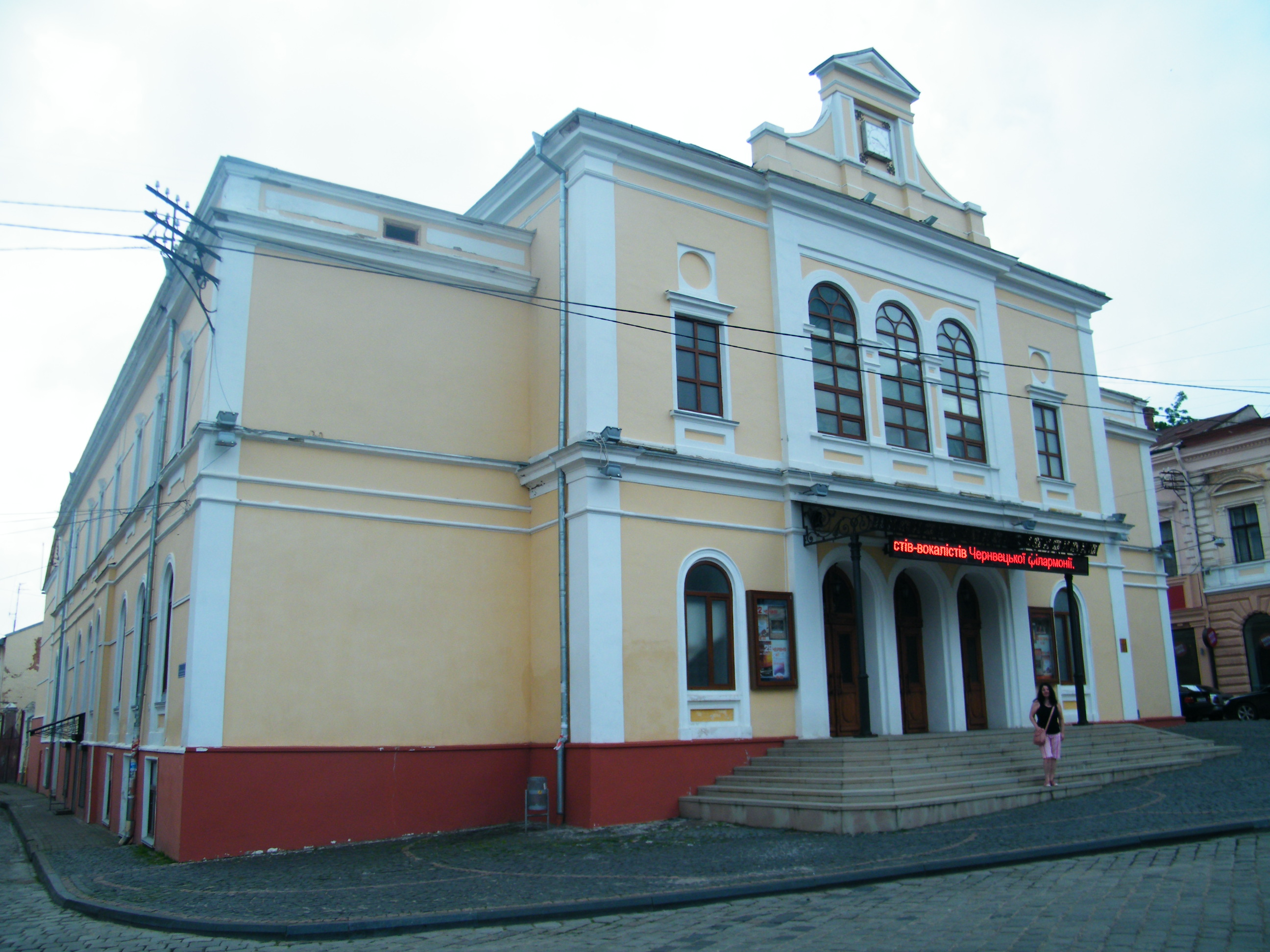
La Filarmonica